# Всемирная почтовая конвенция

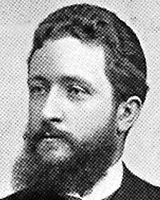
Эжен Борель (1835—1892), швейцарский политик, внёсший вклад в создание Швейцарского почтового союза и заключение «Всеобщего единого почтового договора», первый управляющий ВПС

Всеми́рная почто́вая конве́нция, или Всео́бщий еди́ный почто́вый догово́р, также известный как Бе́рнский догово́р (англ. Treaty of Bern), — международно-правовое соглашение о порядке международных почтовых связей, заключённое впервые в 1874 году в Берне между государствами-членами Всемирного почтового союза (ВПС).

## История

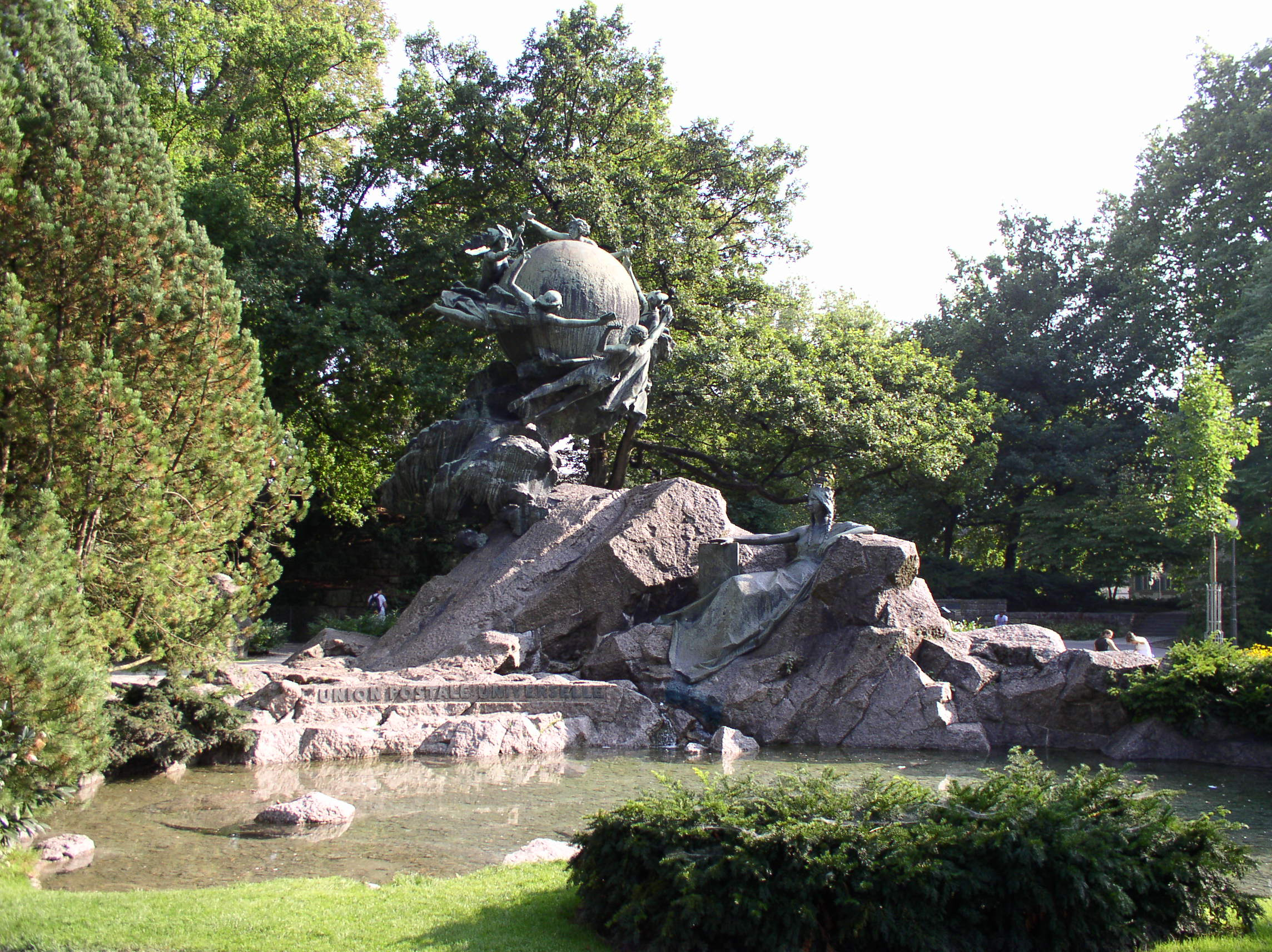
Памятник Всемирному почтовому союзу в Берне (воздвигнут в 1909 году)

Усилиями Генриха фон Стефана и правительства Швейцарии, в первую очередь Эжена Бореля, 15 сентября 1874 года в Берне была созвана международная конференция, вошедшая в историю как I Всемирный почтовый конгресс. В конференции участвовали представители 22 стран, в том числе Российской империи.
9 октября 1874 года на этой конференции было принято соглашение под названием «Всеобщий единый почтовый договор», который в 1878 году был переименован во «Всемирную почтовую конвенцию». Одновременно был создан Всеобщий почтовый союз (с 1878 — Всемирный почтовый союз). С тех пор штаб-квартира ВПС находится в Берне.
Конвенция неоднократно изменялась в связи с развитием почтового дела. Последняя редакция была принята в 2008 году на XXIV конгрессе ВПС в Женеве и вступила в силу с 1 января 2010 года. В России Конвенция была утверждена распоряжением Правительства Российской Федерации от 24.03.2011 за № 193.

## Описание

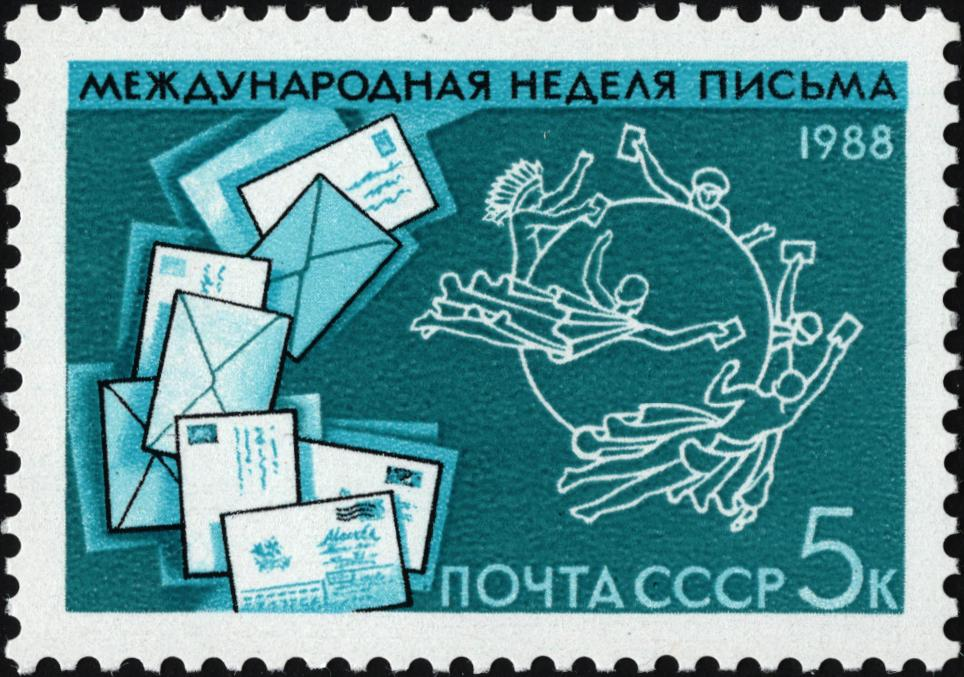
Марка СССР «Международная неделя письма», 1988

Конвенция и её Исполнительный регламент устанавливают общие правила международной почтовой службы и содержат обязательные для всех стран-членов ВПС положения относительно обмена письменной корреспонденцией.
Прочие виды почтовой связи (пересылка писем и бандеролей с объявленной ценностью, посылок, денежных переводов, отправлений наложенным платежом, денежных поручений, дорожных чеков) регулируются дополнительными соглашениями, обязательными только для их участников.
Конвенция определяет условия транзита и нормы транзитных расходов, различные виды бесплатных пересылок (например, печатных изданий шрифтом для слепых).